# Кира (Тетрадь смерти)

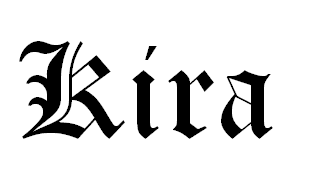
Надпись, используемая некоторыми Кирами

Кира (яп. キラ) — прозвище, данное нескольким серийным убийцам, использующим для убийств преступников тетради смерти — таинственные предметы из Мира богов смерти, дающие возможность убивать людей, лишь зная их внешность и настоящие имена (иначе запись ничего не будет значить), записав их имена в эту тетрадь. Возможно убить человека, имея лишь кусочек бумаги из этой же тетради. Есть возможность отказаться от использования тетради, но тогда бывший обладатель теряет воспоминания о тетради и о богах смерти.

## Этимология
Как объясняется в начале сериала, прозвище «Кира» является японоязычной адаптацией английского слова «killer» (англ. киллер) (под влиянием особенностей морфонологии и фонетики японского языка: в частности, отсутствия в японском языке звука [л]).

## Лайт Ягами
Первый персонаж в сюжете, который получил Тетрадь смерти, стал её использовать для убийства преступников, из-за чего стал известен как «Кира». 

## Миса Аманэ
Второй человек, который получил Тетрадь смерти, и стал помогать Первому Кире. Известна как «Второй Кира».

## Кёсукэ Хигути
Третий Кира — получил тетрадь от Рэм после того, как Миса в первый раз от неё отказалась. С помощью тетради убивал руководство компаний-конкурентов. Планировал жениться на Мисе ради её глаз бога смерти, после чего убить. Был арестован группой расследования дела Киры. Убит Лайтом с помощью кусочка тетради, который был спрятан в его наручных часах.
Сын управляющего отделом тяжёлой промышленности в «Ёцубе». Выпускник факультета политической науки Васёги. Владеет 5 даном по кэндо. Любит власть и не любит понижение в должности.
Оба выбрал Хигути Кирой по нескольким причинам. Большинство других членов группы «Ёцуба» уже были использованы в качестве «обманок» и на других ролях. Хигути был выбран в процессе исключения, при учёте его жадности в качестве критерия, чтобы соответствовать характеру Ёцуба-Киры.
Том С. Пепириум, редактор сайта IGN, описывает Хигути в обзоре эпизода аниме «Участие» как имеющего много общего с Командиром Кобры, в частности из-за его гнусных планов.

## Тэру Миками
Сторонник, а чуть позже — исполнитель воли Киры. С детства чётко разделил людей на добрых и злых, наказывая тех, кого относил к последней категории. Выбрал профессию прокурора, чтобы нести справедливость. Те, кого он считал злом, оказывались наказаны. Миса по поручению Лайта переслала ему Тетрадь смерти. Тэру совершил сделку с Рюком и при помощи глаз Синигами стал наказывать преступников. Не получив благодарности от Киры за свои действия, разуверился в нём как в своем боге в манге, а в аниме остался ему верен и помог сбежать, проткнув себе сердце ручкой и отвлекая этим остальных. Как рассказано в последней главе манги, умер в тюрьме. По теории Мацуды, его убил Ниа, воспользовавшись листами Тетради.
Любит порядок, не любит хаос.
Миками был введён в сюжет, чтобы заменить Мису на посту Киры. Оба создал предысторию персонажа с целью уравнять его и Лайта и сделать Миками «в какой-то мере особенным». Миками является единственным персонажем, получившим отдельную главу, посвящённую его прошлому, так как Оба не хотел пользоваться методом флешбэков, которые он не одобряет. Хотя в произведении не были подробно показаны «соратники Киры», Оба решил обратить особое внимание на первое появление Миками, показав его как умного и опасного героя, ненавидящего нарушителей закона, что стало основой для его прокурорской деятельности, и в то же время явно обозначить его как отрицательного персонажа. Миками является вторым любимым человеческим персонажем Обы, который назвал его сильнейшим персонажем серии, «за исключением Лайта».
В работе над внешним видом персонажа Оба сотрудничал с Обатой, который помогал ему в работе над деталями. Образ Миками Обата основал на Таро Кагами, главном герое пилотной главы манги. Оба сказал Обате, что Миками должен был быть «стоическим персонажем, как Лайт». Художник не знал, что Миками был прокурором и последователем Киры. По мере продвижении сюжета Обата представил Миками как «безумного фанатика», а также заявил, что добавил к образу Миками очки, поскольку «очки в то время были популярны».

## С-Кира
Персонаж специального выпуска манги Post Series — One Shot.
Человек, которому синигами Меадра отдала Тетрадь смерти, желая так же, как Рюк, развлечься в мире людей. Этот человек стал убивать людей, но лишь стариков и смертельно больных, просивших смерти. Поэтому Ниа, который в то время исполняет роль L, называет этого убийцу «Дешёвый Кира» (англ. Cheap Kira) или сокращённо «C-Кира» из-за того, что называть этого жалкого убийцу Кирой было бы оскорбительно по отношению к прежнему Кире, изменившему мир, прекратившему войны и искоренившему преступность. Также детектив объявляет по всему миру, что он не заинтересован в расследовании этого дела, считая его жалкой тратой времени. Вскоре после телешоу, где десятки молодых парней и девушек, считающих себя потерянным поколением, убиты Кирой по их же просьбе, сам Кира впадает в депрессию и через 3 дня совершает самоубийство путем записи своего имени в Тетрадь смерти. Кирой он был меньше месяца.

## Минору Танака
Персонаж специального выпуска манги Never Complete One-shot.
Самый умный школьник Японии, который получил Тетрадь смерти от Рюка, желавшего вновь развлечься и поесть земных яблок. Не хочет использовать её ради убийств, поэтому решает просто продать. Ниа, пытающийся не допустить попадания тетради в плохие руки, пытается найти его и называет А-Кирой. Минору всё же успешно осуществляет свой план, но погибает из-за того, что Богами смерти было введено новое правило и за куплю-продажу Тетради смерти теперь полагается смерть.

## Другие
В сериале Death Note: New Generation и фильме «Тетрадь смерти: Свет нового мира» шесть тетрадей смерти попадают в мир людей. Нашедшие их люди начинают использовать их по различным причинам.
- Цукуру Мисима (яп. 中 上 亮) (настоящее имя Рё Накагами) — полицейский, который присоединяется к группе расследования Тетради смерти. Получает тетрадь смерти и становится Нео-Кирой. Его играет Масахиро Хигасидэ.
- Юки Сиэн (яп. (紫苑優輝) — кибер-террорист, поклонник Киры, который получает Тетрадь смерти. В его роли — Масаки Суда.
- Сакура Аои (яп. 青井さくら) — безумный серийный убийца, использующая Тетрадь смерти для бессмысленных убийств. В её роли Рина Каваэй.
- Кэнъити Микурия (яп. 御厨賢一) — судья, который ненавидит Киру. Когда к нему попадает Тетрадь смерти, он использует её, чтобы убивать людей, которые поддерживают Киру. В его роли — Фунакоси Эйхиро.
- Алексей Иванов — врач, который получает Тетрадь смерти, из милосердия начинает убивать смертельно больных людей. Частично основан на С-Кире. Его играет Сергей Гончанов.
- Роджер Ирвинг (англ. Roger Irving) — жадный брокер, «Дьявол Уолл-стрит», использующий Тетрадь смерти для получения финансовой выгоды. Частично основан на Хигути, третьем Кире.

## Влияние на реальный мир
28 сентября 2007 года в Бельгии были обнаружены неопознанные тела двух мужчин. Рядом с ними нашлись записки с записанными латинскими буквами словами «Ватаси ва Кира дэсу» (яп. 私はキラです watashi wa Kira desu) — «Я Кира». Газеты окрестили эти убийства «убийствами манги» (нидерл. Mangamoord). Никаких других улик найдено не было.
Подростки из разных городов после просмотра аниме «Тетрадь смерти» начали создавать себе такие же тетради и записывать туда имена своих врагов, обидчиков или просто тех, кто им не нравился.